# Buenísimo
Buenísimo es el tercer y último álbum de estudio de la banda de rock uruguaya Bufón, editado en 2008 a través de Koala Records. El grupo continuó en la línea del rock de fusión, aunque con menor variación de géneros y tendiendo hacia el funk y heavy metal, con un sonido, según el cantante Osvaldo Garbuyo, «bastante más limpio» que sus discos anteriores. Fue presentado en la Sala Zitarrosa en mayo de 2009 y en septiembre del mismo año se dio a conocer el fallecimiento de Garbuyo.

## Lista de canciones
Todas las letras escritas por Osvaldo Garbuyo, excepto las indicadas.
| N.º | Título                    | Duración |  |
| 1.  | «Demoledor»               | 3:45     |  |
| 2.  | «¡Está buenísimo!»        | 4:02     |  |
| 3.  | «A dónde te creías…»      | 4:24     |  |
| 4.  | «Llueve» (Alberto Wolf)   | 3:39     |  |
| 5.  | «Luz de Tel-Aviv»         | 4:20     |  |
| 6.  | «Chanchita por ti»        | 1:16     |  |
| 7.  | «Infeccioso»              | 3:58     |  |
| 8.  | «Un poguito»              | 1:14     |  |
| 9.  | «Tacto»                   | 3:52     |  |
| 10. | «Montoto (pare de morir)» | 2:37     |  |
| 11. | «Rayo de sombra»          | 5:12     |  |
| 12. | «Becerrita»               | 4:05     |  |

## Créditos
Bufón
- Osvaldo Garbuyo - Voz.
- Aníbal Pereda - Bajo, percusión y teclado.
- Gabriel Méndez - Guitarra y coros.
- Sergio Núñez - Batería y coros.

Músicos adicionales
- Gian Cirio Di Piramo - Viola en «Becerrita»
- Bruno Andreu - Solo de guitarra en «Rayo de sombra»

Producción
- Federico Lima - Mezcla
- César Lamschtein - Técnico de grabación
- Diego Rey y Oscar Paz - Asistentes de grabación en Sondor
- Diego Jannsen - Asistente de grabación en DPM Estudio
- Irvin Carballo - Drum doctor
- Checo Anselmi - Bass doctor
- Joaquín García - Masterización